# Georg Klein (siatkarz)
Georg Klein (ur. 22 sierpnia 1991 w Berlinie) – niemiecki siatkarz, grający na pozycji środkowego. Po sezonie 2019/2020 postanowił zakończyć siatkarską karierę i zostać za kilka lat policjantem. W trakcie sezonu 2021/2022 powrócił po rocznej przerwie do klubu Berlin Recycling Volleys, gdyż dwóch środkowych drużyny byli kontuzjowani.

## Przebieg kariery
| Lata                      | Klub                     |                   |                   |                   |                   |                   |                   |                   |                   |                   |
| Kariera juniorska         | Kariera juniorska        | Kariera juniorska | Kariera juniorska | Kariera juniorska | Kariera juniorska | Kariera juniorska | Kariera juniorska | Kariera juniorska | Kariera juniorska | Kariera juniorska |
| ------------------------- | ------------------------ | ----------------- | ----------------- | ----------------- | ----------------- | ----------------- | ----------------- | ----------------- | ----------------- | ----------------- |
| 2007–2011                 | VC Olympia               |                   |                   |                   |                   |                   |                   |                   |                   |                   |
| Kariera seniorska         |                          |                   |                   |                   |                   |                   |                   |                   |                   |                   |
| 2011–2015                 | Evivo Düren              |                   |                   |                   |                   |                   |                   |                   |                   |                   |
| 2015–2016                 | VC Antwerpia             |                   |                   |                   |                   |                   |                   |                   |                   |                   |
| 2016–2017                 | VfB Friedrichshafen      |                   |                   |                   |                   |                   |                   |                   |                   |                   |
| 2017–2020                 | Berlin Recycling Volleys |                   |                   |                   |                   |                   |                   |                   |                   |                   |
| 2021–2022 (od 25.11.2021) | Berlin Recycling Volleys |                   |                   |                   |                   |                   |                   |                   |                   |                   |

## Sukcesy klubowe
Mistrzostwo Niemiec:
- 2018, 2019, 2022[6]
- 2017
- 2015

Superpuchar Niemiec:
- 2016, 2019

Puchar Niemiec:
- 2017, 2020

## Sukcesy reprezentacyjne
Olimpijski Festiwal Młodzieży Europy:
- 2009